# Ginnastica ai Giochi della XIX Olimpiade - Volteggio maschile
La competizione del Volteggio maschile di Ginnastica artistica dei Giochi della XIX Olimpiade si è svolta dal 22 al 26 ottobre 1968 all'Auditorio Nacional di Città del Messico.

## Programma
| Data            | Round          | Note                     |
| --------------- | -------------- | ------------------------ |
| 22 ottobre 1968 | Qualificazioni | Esercizi obbligatori     |
| 24 ottobre 1968 | Qualificazioni | Esercizi liberi          |
| 26 ottobre 1968 | Finale         | Partecipano i migliori 6 |

## Risultati

### Qualificazioni
| Pos. | Atleta                | Nazione          | Obbligatori | Liberi | Totale | Nota |
| ---- | --------------------- | ---------------- | ----------- | ------ | ------ | ---- |
| 1    | Takeshi Kato          | Giappone         | 9,450       | 9,600  | 19,050 | Q    |
| 2    | Michail Voronin       | Unione Sovietica | 9,450       | 9,550  | 19,000 | Q    |
| 2    | Yukio Endō            | Giappone         | 9,350       | 9,650  | 19,000 | Q    |
| 4    | Eizō Kenmotsu         | Giappone         | 9,400       | 9,550  | 18,950 | Q    |
| 5    | Sergej Diomidov       | Unione Sovietica | 9,450       | 9,450  | 18,900 | Q    |
| 5    | Sawao Katō            | Giappone         | 9,350       | 9,550  | 18,900 | Q    |
| 7    | Akinori Nakayama      | Giappone         | 9,450       | 9,400  | 18,850 | q    |
| 7    | Viktor Klimenko       | Unione Sovietica | 9,450       | 9,400  | 18,850 |      |
| 7    | Valerij Karasëv       | Unione Sovietica | 9,400       | 9,450  | 18,850 |      |
| 10   | Viktor Lisitsky       | Unione Sovietica | 9,400       | 9,400  | 18,800 |      |
| 10   | Siegfried Fülle       | Germania Est     | 9,350       | 9,450  | 18,800 |      |
| 12   | Valery Ilyinykh       | Unione Sovietica | 9,300       | 9,450  | 18,750 |      |
| 13   | Mikołaj Kubica        | Polonia          | 9,300       | 9,400  | 18,700 |      |
| 14   | Matthias Brehme       | Germania Est     | 9,200       | 9,450  | 18,650 |      |
| 15   | Günter Beier          | Germania Est     | 9,300       | 9,300  | 18,600 |      |
| 15   | Janez Brodnik         | Jugoslavia       | 9,250       | 9,350  | 18,600 |      |
| 15   | Miroslav Cerar        | Jugoslavia       | 9,200       | 9,400  | 18,600 |      |
| 18   | Václav Kubíčka        | Cecoslovacchia   | 9,300       | 9,250  | 18,550 |      |
| 18   | Wilhelm Kubica        | Polonia          | 9,250       | 9,300  | 18,550 |      |
| 18   | František Bočko       | Cecoslovacchia   | 9,250       | 9,300  | 18,550 |      |
| 18   | Bohumil Mudřík        | Cecoslovacchia   | 9,250       | 9,300  | 18,550 |      |
| 18   | Meinrad Berchtold     | Svizzera         | 9,200       | 9,350  | 18,550 |      |
| 23   | Peter Weber           | Germania Est     | 9,200       | 9,300  | 18,500 |      |
| 23   | Miloš Vratič          | Jugoslavia       | 9,200       | 9,300  | 18,500 |      |
| 23   | Jiří Fejtek           | Cecoslovacchia   | 9,100       | 9,400  | 18,500 |      |
| 23   | Dave Thor             | Stati Uniti      | 9,100       | 9,400  | 18,500 |      |
| 27   | Václav Skoumal        | Cecoslovacchia   | 9,200       | 9,250  | 18,450 |      |
| 27   | Mitsuo Tsukahara      | Giappone         | 9,050       | 9,400  | 18,450 |      |
| 27   | Helmut Tepasse        | Germania Ovest   | 9,050       | 9,400  | 18,450 |      |
| 30   | Fred Roethlisberger   | Stati Uniti      | 9,250       | 9,150  | 18,400 |      |
| 30   | Aleksander Rokosa     | Polonia          | 9,200       | 9,200  | 18,400 |      |
| 30   | Georgi Adamov         | Bulgaria         | 9,200       | 9,200  | 18,400 |      |
| 30   | Klaus Köste           | Germania Est     | 9,150       | 9,250  | 18,400 |      |
| 30   | Christian Guiffroy    | Francia          | 9,100       | 9,300  | 18,400 |      |
| 30   | Milenko Kersnić       | Jugoslavia       | 9,100       | 9,300  | 18,400 |      |
| 30   | Christer Jönsson      | Svezia           | 9,100       | 9,300  | 18,400 |      |
| 37   | Armando Valles        | Messico          | 9,150       | 9,200  | 18,350 |      |
| 37   | Evert Lindgren        | Svezia           | 9,150       | 9,200  | 18,350 |      |
| 37   | Hans Ettlin           | Svizzera         | 9,100       | 9,250  | 18,350 |      |
| 37   | Heiko Reinemer        | Germania Ovest   | 9,000       | 9,350  | 18,350 |      |
| 41   | Gilbert Larose        | Canada           | 9,100       | 9,200  | 18,300 |      |
| 41   | Tine Šrot             | Jugoslavia       | 9,050       | 9,250  | 18,300 |      |
| 43   | Ivan Kondev           | Bulgaria         | 9,150       | 9,100  | 18,250 |      |
| 43   | Stefan Zoev           | Bulgaria         | 9,100       | 9,150  | 18,250 |      |
| 43   | Stan Wild             | Gran Bretagna    | 9,100       | 9,150  | 18,250 |      |
| 43   | István Aranyos        | Ungheria         | 9,050       | 9,200  | 18,250 |      |
| 43   | Erich Hess            | Germania Ovest   | 9,000       | 9,250  | 18,250 |      |
| 43   | Andrzej Gonera        | Polonia          | 8,900       | 9,350  | 18,250 |      |
| 49   | Endre Tihanyi         | Ungheria         | 9,150       | 9,050  | 18,200 |      |
| 49   | Vincenzo Mori         | Italia           | 9,150       | 9,050  | 18,200 |      |
| 49   | Sándor Kiss           | Ungheria         | 9,050       | 9,150  | 18,200 |      |
| 49   | Juhani Rahikainen     | Finlandia        | 9,000       | 9,200  | 18,200 |      |
| 49   | Sid Jensen            | Canada           | 8,850       | 9,350  | 18,200 |      |
| 54   | Olli Laiho            | Finlandia        | 9,150       | 9,000  | 18,150 |      |
| 54   | Rumen Gabrovski       | Bulgaria         | 9,100       | 9,050  | 18,150 |      |
| 54   | Finn Johannesson      | Svezia           | 9,050       | 9,100  | 18,150 |      |
| 54   | Jerzy Kruża           | Polonia          | 9,000       | 9,150  | 18,150 |      |
| 54   | Kanati Allen          | Stati Uniti      | 9,000       | 9,150  | 18,150 |      |
| 54   | Raycho Khristov       | Bulgaria         | 8,950       | 9,200  | 18,150 |      |
| 60   | Luigi Cimnaghi        | Italia           | 9,150       | 8,950  | 18,100 |      |
| 60   | Miloslav Netušil      | Cecoslovacchia   | 8,950       | 9,150  | 18,100 |      |
| 60   | Hermann Höpfner       | Germania Ovest   | 8,950       | 9,150  | 18,100 |      |
| 63   | Sid Freudenstein      | Stati Uniti      | 9,100       | 8,950  | 18,050 |      |
| 63   | Jorge Rodríguez       | Cuba             | 8,950       | 9,100  | 18,050 |      |
| 63   | Heikki Sappinen       | Finlandia        | 8,900       | 9,150  | 18,050 |      |
| 63   | Sylwester Kubica      | Polonia          | 8,750       | 9,300  | 18,050 |      |
| 63   | Peter Rohner          | Svizzera         | 8,750       | 9,300  | 18,050 |      |
| 68   | Gerhard Dietrich      | Germania Est     | 9,000       | 9,000  | 18,000 |      |
| 68   | Stephen Cohen         | Stati Uniti      | 8,950       | 9,050  | 18,000 |      |
| 68   | Fernando Valles       | Messico          | 8,850       | 9,150  | 18,000 |      |
| 71   | José Filipe Abreu     | Portogallo       | 9,250       | 8,700  | 17,950 |      |
| 71   | Mauno Nissinen        | Finlandia        | 8,950       | 9,000  | 17,950 |      |
| 71   | Hans Peter Nielsen    | Danimarca        | 8,950       | 9,000  | 17,950 |      |
| 71   | Michel Bouchonnet     | Francia          | 8,800       | 9,150  | 17,950 |      |
| 75   | Dezső Bordán          | Ungheria         | 9,050       | 8,850  | 17,900 |      |
| 75   | Damir Anić            | Jugoslavia       | 8,850       | 9,050  | 17,900 |      |
| 75   | Roland Hürzeler       | Svizzera         | 8,800       | 9,100  | 17,900 |      |
| 78   | Hannu Rantakari       | Finlandia        | 9,050       | 8,800  | 17,850 |      |
| 78   | José González         | Messico          | 9,000       | 8,850  | 17,850 |      |
| 78   | Michael Booth         | Gran Bretagna    | 8,900       | 8,950  | 17,850 |      |
| 78   | Béla Herczeg          | Ungheria         | 8,800       | 9,050  | 17,850 |      |
| 78   | Christian Deuza       | Francia          | 8,750       | 9,100  | 17,850 |      |
| 83   | Heinz Häussler        | Germania Ovest   | 8,850       | 8,950  | 17,800 |      |
| 83   | Steve Hug             | Stati Uniti      | 8,750       | 9,050  | 17,800 |      |
| 85   | Giovanni Carminucci   | Italia           | 9,050       | 8,700  | 17,750 |      |
| 85   | Bruno Franceschetti   | Italia           | 8,800       | 8,950  | 17,750 |      |
| 87   | Reino Heino           | Finlandia        | 8,900       | 8,800  | 17,700 |      |
| 87   | Héctor Ramírez        | Cuba             | 8,850       | 8,850  | 17,700 |      |
| 87   | Bozhidar Ivanov       | Bulgaria         | 8,800       | 8,900  | 17,700 |      |
| 87   | Roberto Pumpido       | Cuba             | 8,700       | 9,000  | 17,700 |      |
| 87   | Edwin Greutmann       | Svizzera         | 8,650       | 9,050  | 17,700 |      |
| 92   | Kim Chung-Tae         | Corea del Sud    | 9,000       | 8,650  | 17,650 |      |
| 92   | Barry Brooker         | Canada           | 8,900       | 8,750  | 17,650 |      |
| 94   | Roger Dion            | Canada           | 8,550       | 9,050  | 17,600 |      |
| 94   | Luis Navarrete        | Cuba             | 8,400       | 9,200  | 17,600 |      |
| 96   | Paul Müller           | Svizzera         | 8,450       | 9,100  | 17,550 |      |
| 96   | Octavio Suárez        | Cuba             | 8,400       | 9,150  | 17,550 |      |
| 98   | Rogelio Mendoza       | Messico          | 8,200       | 9,300  | 17,500 |      |
| 99   | Steve Mitruk          | Canada           | 8,950       | 8,500  | 17,450 |      |
| 99   | Luis Ramírez          | Cuba             | 8,600       | 8,850  | 17,450 |      |
| 99   | Larbi Lazhari         | Algeria          | 8,550       | 8,900  | 17,450 |      |
| 102  | Zagdbazaryn Davaanyam | Mongolia         | 8,750       | 8,650  | 17,400 |      |
| 102  | José Vilchis          | Messico          | 8,600       | 8,800  | 17,400 |      |
| 104  | Pasquale Carminucci   | Italia           | 8,750       | 8,600  | 17,350 |      |
| 105  | Murray Chessell       | Australia        | 8,400       | 8,750  | 17,150 |      |
| 106  | Sergio Luna           | Ecuador          | 8,350       | 8,700  | 17,050 |      |
| 106  | Konrád Mentsik        | Ungheria         | 8,150       | 8,900  | 17,050 |      |
| 108  | Lai Chu-Long          | Taiwan           | 8,600       | 8,400  | 17,000 |      |
| 109  | Enrique García        | Messico          | 8,100       | 8,650  | 16,750 |      |
| 110  | Cheng Fu              | Taiwan           | 8,600       | 8,000  | 16,600 |      |
| 111  | Arne Thomsen          | Danimarca        | 9,000       | 7,000  | 16,000 |      |
| 112  | Pedro Rendón          | Ecuador          | 6,750       | 7,150  | 13,900 |      |
| 113  | Franco Menichelli     | Italia           | 9,300       | 0      | 9,300  |      |
| 114  | Willi Jaschek         | Germania Ovest   | 9,100       | 0      | 9,100  |      |
| 115  | Norman Henson         | Filippine        | 8,400       | 0      | 8,400  |      |
| 116  | Eduardo Nájera        | Ecuador          | 0,000       | 0      | 8,050  |      |

### Finale
| Pos.    | Atleta           | Nazione          | P.Q   | Finale | Totale |
| ------- | ---------------- | ---------------- | ----- | ------ | ------ |
| Oro     | Michail Voronin  | Unione Sovietica | 9,500 | 9,500  | 19,000 |
| Argento | Yukio Endō       | Giappone         | 9,500 | 9,450  | 18,950 |
| Bronzo  | Sergej Diomidov  | Unione Sovietica | 9,450 | 9,475  | 18,925 |
| 4       | Takeshi Kato     | Giappone         | 9,525 | 9,250  | 18,775 |
| 5       | Akinori Nakayama | Giappone         | 9,425 | 9,300  | 18,725 |
| 6       | Eizō Kenmotsu    | Giappone         | 9,475 | 9,175  | 18,650 |
| -       | Sawao Katō       | Giappone         | NP    | NP     | NP     |